# Жюлиан, Родольф
Родольф Жюлиан (Жулиан; 13 июня 1839[…], Лапалю — 11 февраля 1907, Париж) — французский живописец и педагог-практик; основатель Академии Жюлиана, где обучалась плеяда выдающихся мастеров времён «прекрасной эпохи».

## Биография
Родился 13 июня 1839 года в коммуне Лапалю департамента Воклюз в семье Пьера Луи Жюлиана (фр. Pierre Louis Julian) и Софи Фавье (фр. Sophie Favier).
О ранних годах жизни Родольфа сведений мало, известно, что талант к рисованию проявился у него в раннем возрасте. Отправился в поисках счастья из провинции в Париж, где его жизнь поначалу была тяжела. Был внеклассным учеником Александра Кабанеля и Леона Конье в парижской Школе изящных искусств.
C 1863 года Жюлиан начал свою творческую деятельность. В этом же году некоторые его картины были представлены в Парижском салоне. В 1865 году в этом же салоне также были выставлены работы художника. Заработав средства, с 1866 года жил в Париже на съёмной квартире на улице Вивьен № 36. Продолжал экспонироваться в Парижском салоне.
Затем Родольф Жюлиан решил создать собственную школу живописи, впоследствии получившую название Академия Жюлиана. После десяти лет её существования Жюлиан прекратил карьеру художника и сосредоточился на преподавательской деятельности. В 1901 году он решил издавать газету — L’Academie Julian, которая издавалась и после его смерти, до самого начала Первой мировой войны.
9 января 1895 года Жюлиан женился на Амели Бори-Сорель (1849—1924), происходившей из знатного рода. Амели тоже была художницей, обучалась у Тони Робера-Флёри и выставлялась в Парижском салоне. В Академии она руководила её женской частью. Жили они в квартире на улице Амбуаз, где впоследствии умер Жюлиан.
Умер Родольф Жюлиан 12 февраля (по другим данным 2 февраля) 1907 года в Париже.
За год до смерти он составил завещание, где назначил своего племянника — Луи Мариуса Гарота — управляющим его домом и участком в Лапалю; своей жене он оставил доходы от деятельности Академии. Жюлиан был похоронен на кладбище в Лапалю рядом со своей матерью. Амели Бори-Сорель унаследовала Академию и продолжала жить с семьёй в Лапалю.